# Paul Schippert
Paul Schippert (* 19. Juni 2002 in Berlin) ist ein deutscher Bahnradsportler und ehemaliger Leichtathlet. Im Radsport ist er Spezialist für die Kurzzeitdisziplinen.

## Sportlicher Werdegang
Paul Schippert begann seine sportliche Laufbahn als Fußballer beim SV Beiersdorf und als Leichtathlet und entschied sich schließlich für die Leichtathletik. Bis 2017 war er in verschiedenen Disziplinen aktiv, vorrangig im Mehrkampf. 2016 war er der beste 14-jährige im Vier- sowie im Neunkampf in Brandenburg; bei den deutschen Meisterschaften lief er Landesrekord. Bis 2016 startete er für den Eberswalder Sportclub und die LG Barnim, anschließend wechselte er auf die Sportschule Berlin-Hohenschönhausen und startete für den SV Preußen Berlin. Mehrfach errang er nationale Titel in verschiedenen Altersklassen: 2017 gewann er bei der U16-DM den Titel im Kugelstoßen und die Silbermedaille im 100-Meter-Lauf.
Seit 2019 ist Schippert im Bahnradsport aktiv. 2020 wurde er mit Domenic Kruse, Willy Weinrich und Paul Groß Junioren-Europameister im Teamsprint. Im Jahr darauf errang er mit Julien Jäger und Anton Höhne bei den U23-Europameisterschaften im Teamsprint Silber.
2022 startete Paul Schippert mit Stefan Bötticher und Marc Jurczyk im Teamsprint beim Lauf des Nations’ Cup in Milton; das Trio belegte Rang drei.

## Erfolge
2020
- Junioren-Europameisterschaft – Teamsprint (mit Domenic Kruse, Willy Weinrich und Paul Groß)

2021
- U23-Europameisterschaft – Teamsprint (mit Julien Jäger und Anton Höhne)

2022
- U23-Europameisterschaft – Teamsprint (mit Willy Weinrich und Anton Höhne)